# Phenacoscorpius nebris
Espèce
Phenacoscorpius nebris est un poisson de la famille des scorpaenidés.

## Description
Phenacoscorpius nebris est un poisson marin mesurant jusqu'à 100 mm. Il se rencontre dans le Golfe du Mexique, des côtes américaines jusqu'au Venezuela, à une profondeur comprise entre 350 et 480 m.
L'holotype de Phenacoscorpius nebris, un individu de 84,2 mm a été capturé dans la péninsule de Guajira au large du Venezuela le 26 septembre 1963. Il a été décrit par William N. Eschmeyer de l'institut des sciences marines à l’université de Miami.

## Étymologie
Son nom d'espèce, du latin nebris, « tacheté comme un faon », fait allusion à sa pigmentation.

## Publication originale
- Eschmeyer, 1965 : Three New Scorpionfishes of the Genera Pontinus, Phenacoscorpius and Idiastion from the Western Atlantic Ocean , Bulletin of Marine Science, vol. 5, n. 3, p. 521-534.